# Zuidrijns voetbalkampioenschap 1915/16
In 1915/16 werd het veertiende Zuidrijns voetbalkampioenschap gespeeld, dat georganiseerd werd door de West-Duitse voetbalbond. De competitie werd nog verder uitgesplitst, er was geen verdere eindronde meer voor de kampioenen.  

## Kreisliga

### Groep Keulen linkerrijn
| Plaats | Club           | Wed. | W | G | V | Saldo | Ptn. |
| ------ | -------------- | ---- | - | - | - | ----- | ---- |
| 1.     | CfR 1899 Cöln  | 8    |   |   |   | 30:11 | 14:2 |
| 2.     | Cölner FC 1899 | 8    |   |   |   | 21:10 | 14:2 |
| 3.     | SpVgg Sülz 07  | 8    |   |   |   | 14:19 | 5:11 |
| 4.     | Cölner BC 01   | 8    |   |   |   | 7:43  | 4:12 |
| 5.     | Cölner TV 1843 | 8    |   |   |   | 10:29 | 3:13 |

|  | Groepswinnaar |

### Groep Keulen rechterrijn
De eindstand is niet meer bekend, enkel dat TG Mülheim kampioen werd. 

### Groep Bonn
| Plaats | Club             | Wed. | W | G | V | Saldo | Ptn. |
| ------ | ---------------- | ---- | - | - | - | ----- | ---- |
| 1.     | Bonner FV 01     | 6    |   |   |   | 29:5  | 12:0 |
| 2.     | SV Siegburg 04   | 7    |   |   |   | 30:6  | 8:6  |
| 3.     | Bonner TV        | 7    |   |   |   | 7:18  | 7:7  |
| 4.     | FC Borussia Bonn | 6    |   |   |   | 6:16  | 1:11 |
| 5.     | SV Stallberg     | 4    |   |   |   | 1:28  | 0:8  |

|  | Groepswinnaar |
|  | Degradatie    |

### Groep Siegerland
De eindstand is niet meer bekend, enkel dat SV Germania Siegen kampioen werd.

### Groep Berg

#### Groep 1
| Plaats | Club               | Wed. | W | G | V | Saldo | Ptn. |
| ------ | ------------------ | ---- | - | - | - | ----- | ---- |
| 1.     | FC Preußen Barmen  | 10   |   |   |   | 44:9  | 18:2 |
| 2.     | FC Viktoria Barmen | 10   |   |   |   | 39:15 | 16:4 |
| 3.     | FC Germania Barmen | 10   |   |   |   | 25:10 | 12:8 |
| 4.     | SC Oberbarmen      | 10   |   |   |   | 10:27 | 6:14 |
| 5.     | BV Barmen          | 10   |   |   |   | 20:36 | 4:16 |
| 6.     | SV Sprockhövel 07  | 10   |   |   |   | 7:48  | 4:16 |

|  | Geplaatst voor finaleronde Berg |
|  | Degradatie                      |

#### Groep 2
| Plaats | Club                     | Wed.           | W              | G              | V              | Saldo          | Ptn.           |
| ------ | ------------------------ | -------------- | -------------- | -------------- | -------------- | -------------- | -------------- |
| 1.     | SV Germania 07 Elberfeld | 12             |                |                |                | 21:8           | 19:5           |
| 2.     | SC Sonnborn 07           | 12             |                |                |                | 38:21          | 18:6           |
| 3.     | Cronenberger SC 02       | 12             |                |                |                | 42:23          | 16:8           |
| 4.     | SSV 1904 Elberfeld       | 12             |                |                |                | 34:28          | 12:12          |
| 5.     | FC Velbert 1902          | 12             |                |                |                | 20:28          | 8:16           |
| 6.     | BV Elberfeld             | 12             |                |                |                | 12:36          | 7:17           |
| 7.     | SV Borussia 06 Velbert   | 12             |                |                |                | 6:29           | 4:20           |
| 8.     | BV Velbert 07            | Teruggetrokken | Teruggetrokken | Teruggetrokken | Teruggetrokken | Teruggetrokken | Teruggetrokken |

#### Groep 3
| Plaats | Club                | Wed.           | W              | G              | V              | Saldo          | Ptn.           |
| ------ | ------------------- | -------------- | -------------- | -------------- | -------------- | -------------- | -------------- |
| 1.     | BV Schlagbaum       | 6              |                |                |                | 25:4           | 10:2           |
| 2.     | BC Gräfrath 03      | 6              |                |                |                | 11:7           | 9:3            |
| 3.     | BV Solingen 98      | 6              |                |                |                | 2:10           | 3:9            |
| 4.     | Remscheider FC 1906 | 6              |                |                |                | 3:20           | 2:10           |
| 5.     | SV Solingen-Brühl   | Teruggetrokken | Teruggetrokken | Teruggetrokken | Teruggetrokken | Teruggetrokken | Teruggetrokken |

|  | Geplaatst voor finaleronde Berg |
|  | Degradatie                      |

#### Finaleronde
Halve Finale
| Team 1                   | Uitslag | Team 2        |
| ------------------------ | ------- | ------------- |
| SV Germania 07 Elberfeld | 6:2     | BV Schlagbaum |

Preußen Barmen had een bye. 

Finale
| Team 1            | Uitslag | Team 2                   |
| ----------------- | ------- | ------------------------ |
| FC Preußen Barmen | 3:0     | SV Germania 07 Elberfeld |

### Groep Koblenz
| Plaats | Club                     | Wed.           | W              | G              | V              | Saldo          | Ptn.           |
| ------ | ------------------------ | -------------- | -------------- | -------------- | -------------- | -------------- | -------------- |
| 1.     | SuSV 1910 Andernach      | 8              |                |                |                | 24:14          | 10:6           |
| 2.     | FC Rheinland Mayen       | 6              |                |                |                | 7:4            | 8:4            |
| 3.     | FC Hohenzollern Koblenz  | 7              |                |                |                | 13:12          | 6:8            |
| 4.     | TV 1866 Mayen            | 7              |                |                |                | 5:12           | 6:8            |
| 5.     | SV Grenzhausen           | 6              |                |                |                | 4:11           | 4:8            |
| 6.     | SC 1908 Höhr             | Teruggetrokken | Teruggetrokken | Teruggetrokken | Teruggetrokken | Teruggetrokken | Teruggetrokken |
| 7.     | FC 1900 Koblenz          | Teruggetrokken | Teruggetrokken | Teruggetrokken | Teruggetrokken | Teruggetrokken | Teruggetrokken |
| 8.     | FC Germania 1911 Arzheim | Teruggetrokken | Teruggetrokken | Teruggetrokken | Teruggetrokken | Teruggetrokken | Teruggetrokken |

|  | Groepswinnaar |